# 圣厄拉利
圣厄拉利（法語：Sainte-Eulalie，法語發音：[sɛ̃t ølali] ⓘ）是法国吉伦特省的一个市镇，位于该省中部偏北，属于波尔多区。

## 地理
圣厄拉利（44°54'32"N, 0°28'19"W）面积9.06 平方千米，位于法国新阿基坦大区吉倫特省，该省份为法国西南部沿海省份，是法國本土面积最大的省，北起滨海夏朗德省，西临大西洋，南至朗德省，东南接洛特-加龍省，东临多爾多涅省。
与圣厄拉利接壤的市镇（或旧市镇、城区）包括：昂巴雷斯和拉格拉沃、卡尔邦布朗、洛尔蒙、圣卢贝斯、伊夫拉克。
圣厄拉利的时区为UTC+01:00、UTC+02:00（夏令时）。

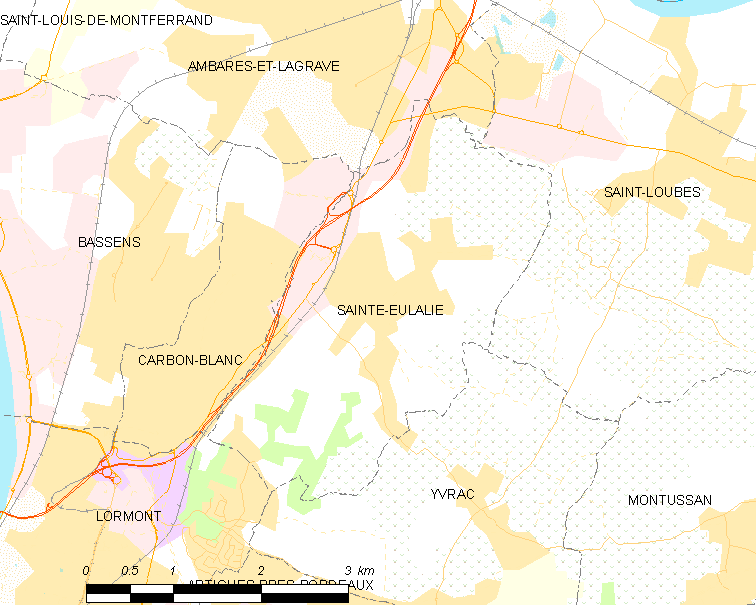
圣厄拉利的OSM定位图

## 行政
圣厄拉利的邮政编码为33560，INSEE市镇编码为33397。

## 政治
圣厄拉利所属的省级选区为半岛县。

## 人口

1962-2008年间圣厄拉利人口变化图示

圣厄拉利于2022年1月1日时的人口数量为4922人。